# Stadtpark Witten

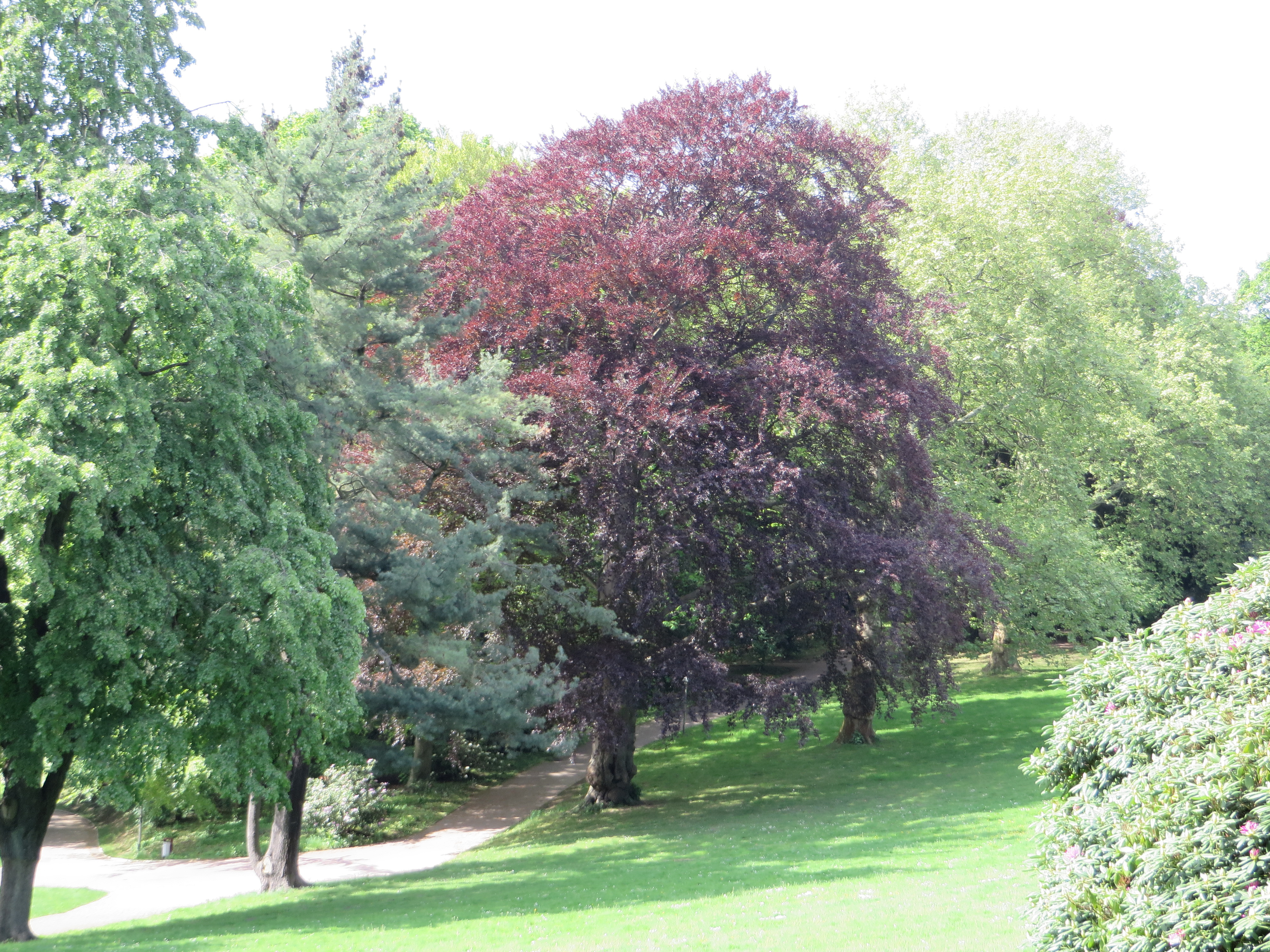
Stadtpark Witten

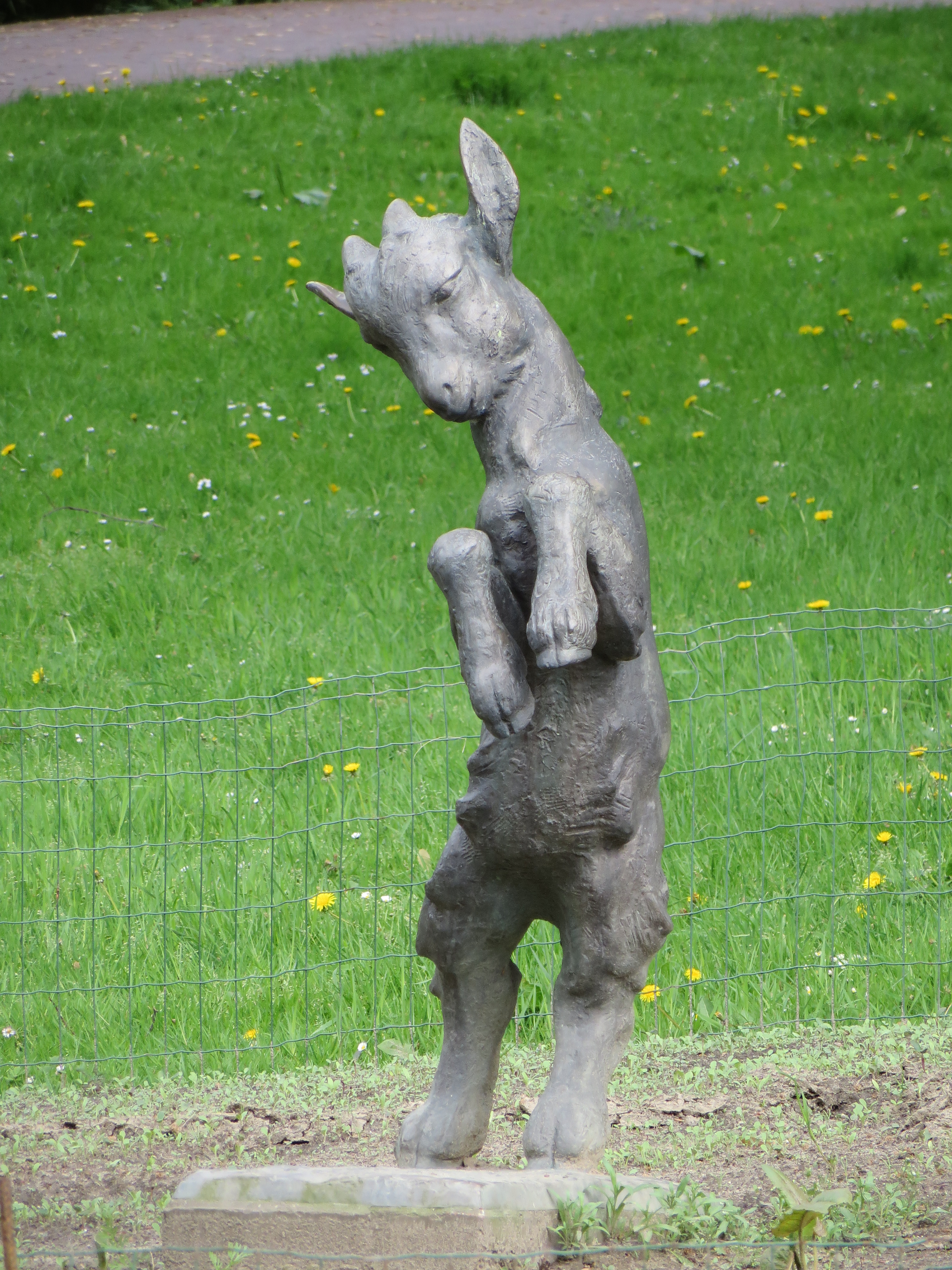
Böckchen von Clemens Pasch.

Der Stadtpark Witten ist ein Stadtpark am Wilhelm-Nettmann-Weg in Witten. Er befindet sich unterhalb des Helenenbergs mit dem Helenenturm.
Ein Teil des heutigen Parks war ursprünglich der Garten von Haus Witten, der um das Jahr 1700 als französischer Barockgarten angelegt worden war. Im Bereich der heutigen Villa Lohmann stand die Orangerie des Gartens. Die Stadt Witten ist seit 1956 Eigentümer des Parks. Am Park angrenzend liegt auch die Erbbegräbnisstätte der Familie Lohmann.

Das Böckchen ist ein Bronzebildwerk von Clemens Pasch. Die Rotarier hatten es der Stadt 1959 zur Gründung ihres Wittener Clubs geschenkt. 2017 wurde es gestohlen. Der Rotary Club Witten besorgten noch im selben Jahr ein anderes Exemplar als Ersatz.